# NGC 3594
NGC 3594 (również PGC 34374 lub UGC 6286) – galaktyka soczewkowata (SB0), znajdująca się w gwiazdozbiorze Wielkiej Niedźwiedzicy. Odkrył ją William Herschel 14 kwietnia 1789 roku.